# 泰州
泰州（たいしゅう）は、中国にかつて存在した州。南唐から民国初年にかけて、現在の江蘇省泰州市一帯に設置された。

## 概要
937年（昇元元年）、南唐により揚州海陵県に泰州が置かれた。
宋のとき、泰州は淮南東路に属し、海陵・如皋の2県を管轄した。
1277年（至元14年）、元により泰州は泰州路と改められた。1284年（至元21年）、泰州路は泰州と改められた。泰州は揚州路に属し、海陵・如皋の2県を管轄した。
1369年（洪武2年）、明により海陵県は廃止され、泰州に編入された。泰州は揚州府に属し、如皋県1県を管轄した。
清のとき、泰州は揚州府に属し、属県を持たない散州となった。
1912年、中華民国により泰州は廃止され、泰県と改められた。

## 山東の泰州
本節では、隋により現在の山東省泰安市一帯に設置された泰州について述べる。
『隋書』によれば605年（大業元年）に廃止され、管轄県は魯州に統合されたという記事があるが、その設置年に関しては不明である。
楊守敬の『隋書地理志考証』では王劭の著した『舎利感応記』のなかに『広弘明集』の記述を引用し「仁寿元年有泰州岱岳寺起塔」との記述があることから601年（仁寿元年）以前に成立したとしている。
南京師範大学教授である施和金は596年（開皇16年）に隋が多くの州を新設していることから、泰州もこの年に設置されたと推測している。